# Przywieszka

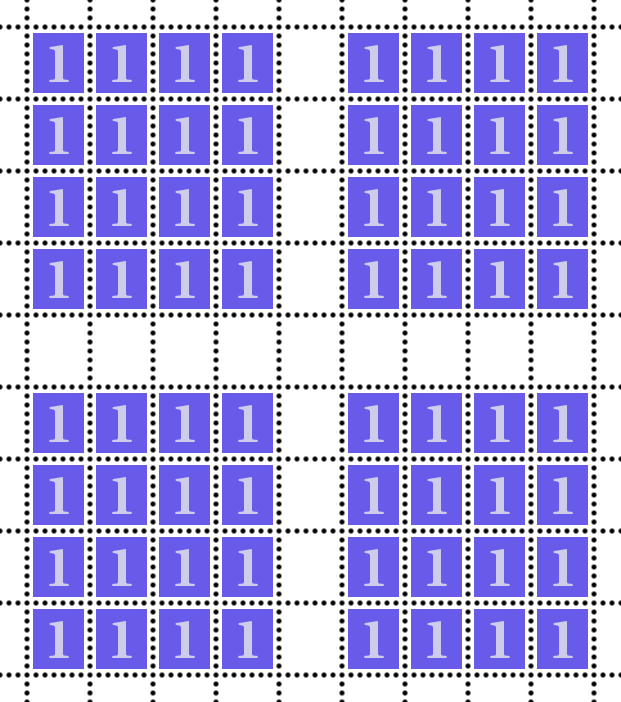
Układ arkusza znaczków pocztowych z widoczną perforacją i przywieszkami

Przywieszka – pole przylegające do znaczka pocztowego mające co najmniej jeden bok równy bokowi tego znaczka.
Przywieszka jest zazwyczaj oddzielona od znaczka perforacją – jest niezadrukowana lub zawiera napisy, ilustracje firmowe, reklamy i hasła pocztowe.
W Polsce przywieszka została zastosowana po raz pierwszy w 1928 przy wydaniu bloku z okazji wystawy filatelistycznej w Warszawie.